# Список умерших в 1143 году

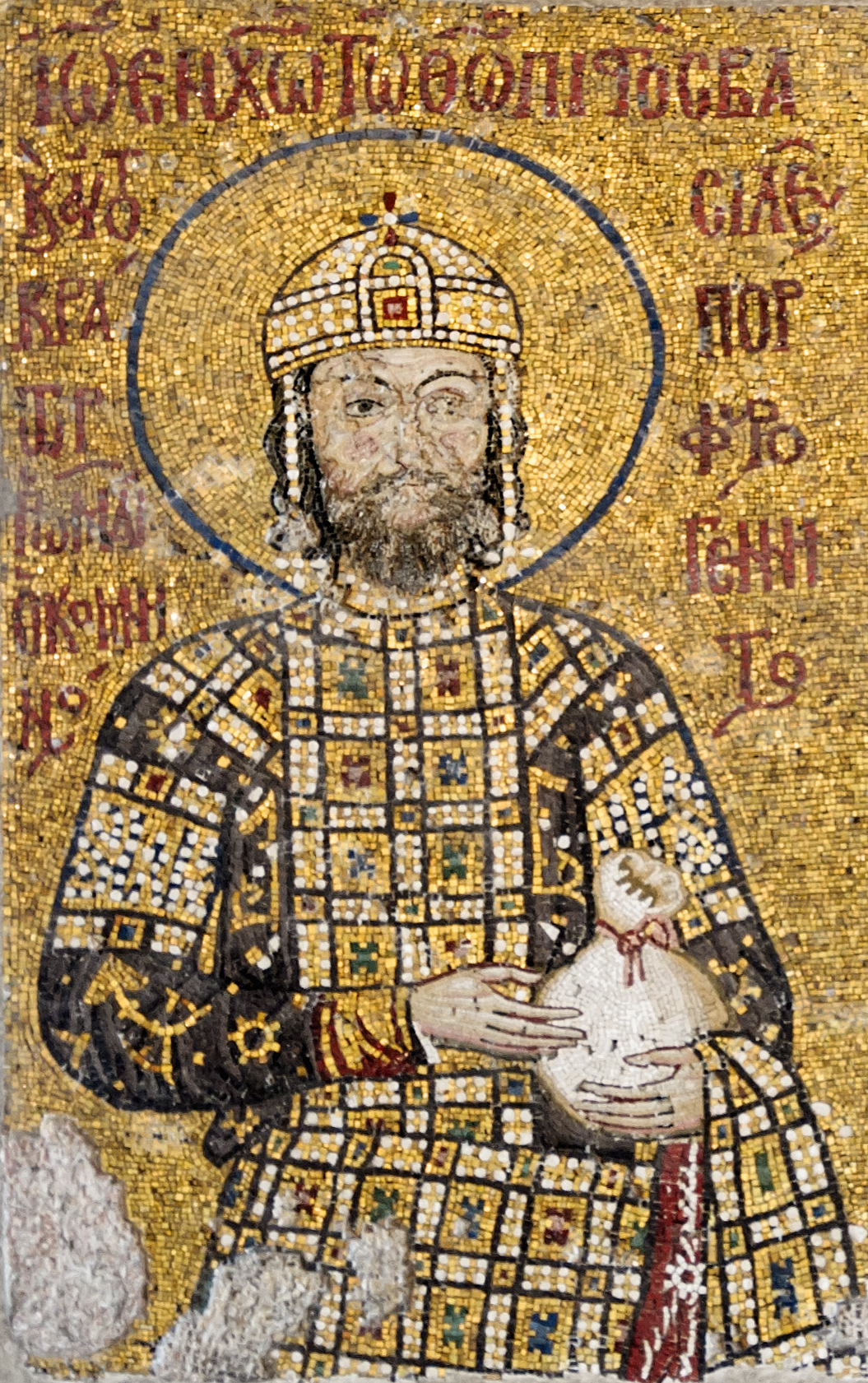
Иоанн II Комнин

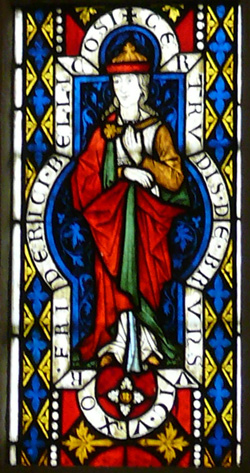
Гертруда Супплинбургская

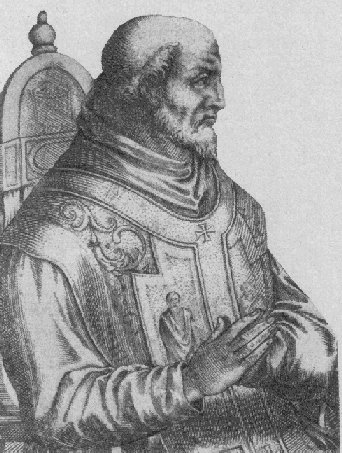
Иннокентий II

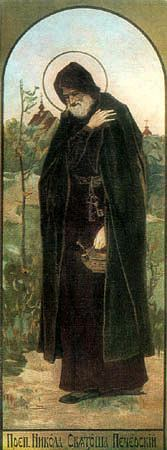
Николай Святоша

В этой статье представлен список известных людей, умерших в 1143 году.
См. также: Категория:Умершие в 1143 году

## Январь
- 26 января — Али ибн Юсуф — эмир Альморавидов (1106—1143).

## Февраль
- Гуго (Юг) II Тихий — герцог Бургундии (1103—1143).

## Апрель
- 8 апреля — Иоанн II Комнин — византийский император (1118—1143)
- 18 апреля — Гертруда Супплинбургская — единственная дочь (и ребёнок) в семье императора правящей Супплинбургской династии Священной Римской империи Лотаря II и Рихензы Нортгеймской, герцогиня-консорт Баварии (1127—1139), герцогиня-консорт Саксонии (1137—1139), как жена Генриха X Гордого; маркграфиня-консорт Австрии и герцогиня-консорт Баварии (1142—1143), как жена Генриха II Язомирготта

## Июнь
- 28 июня — Эрмезинда Люксембургская[англ.] — графиня Люксембургская (1136), графиня-консорт Намюра (1109—1139), как жена Жоффруа I

## Август
- 2 августа — Муньо Альфонсо[англ.] — галисийский дворянин и военачальник Реконкисты, губернатор Толедо при Альфонсо VII, герой второй книги анонимной Хроники Альфонсо Императора, а также герой пьесы испано-кубинской писательницы Хертрудис Гомес де Авельянеда «Альфонсо Мунио».

## Сентябрь
- 24 сентября 
  - Агнесса фон Вайблинген — дочь императора Священной Римской империи Генриха IV, герцогиня-консорт Швабии (1086/1087—1105), как жена Фридриха I фон Штауфена, маркграфиня-консорт Австрии (1106—1136), как жена Леопольда III Благочестивого
  - Иннокентий II — папа римский (1130—1143)

## Октябрь
- 14 октября — Николай Святоша — первый из русских князей, принявших монашество. Святой русской православной церкви.

## Ноябрь
- 13 ноября — Фульк Иерусалимский — граф Анжу (1109—1129), граф Мэна (1110—1126), король Иерусалима (1131—1143).

## Декабрь
- 12 декабря — Какубан — японский реформатор буддизма.
- 24 декабря — Миль Глостерский — первый граф Херефорд (с 1141) и лорд Брекнок, первый Лорд Верховный констебль Англии (1139—1143). Погиб на охоте

## Дата неизвестна или требует уточнения
- Адам I де Брюс — феодальный барон Скелтона (с 1142), основатель скелтонской ветви рода Брюсов.
- Адиб Сабир[англ.] — персидский поэт, убит
- Александр Телезийский — итальянский хронист и историк, аббат Сан-Сальваторе-Телезино.
- Альфред из Беверли — английский хронист, ризничий коллегиальной церкви Св. Иоанна в Беверли (совр. Ист-Райдинг-оф-Йоркшир), автор «Анналов, или Истории деяний королей Британии в девяти книгах».
- Анарауд ап Грифид — король Дехейбарта (1137—1143). Убит
- Вильям Мальмсберийский — английский историк, автор «Истории английских королей» (лат. «Gesta regum Anglorum») и «Новой истории» (лат. «Historia novella»).
- Елюй Даши — первый Гурхан Западного Ляо (1124—1143)
- Жан I де Неве[фр.] — епископ Се (1124—1143)
- Ив Сен-Викторский — католический церковный деятель, кардинал-священник Сан-Лоренцо-ин-Дамазо (1138—1143)
- Конрад II — граф Вюртемберга (предположительно 1120—1139)
- Лев Стипп — константинопольский патриарх (1134—1143)
- Лупольт — князь Оломоуцкий (1135—1137)
- Олуф II — датский анти-король-бунтовщик, правитель Сконе с 1139 года. Убит.
- Уильям из Солсбери — английский аристократ, сторонник императрицы Матильды во время гражданской войны в Англии 1135—1154 годов.
- Хусамеддин Курти-бей — правитель бейлика Дилмачогуллары (1137/38—1143).
- Юрий Ярославич — князь муромский (1129—1143)